# GunCon
El Guncon (ガンコン Gankon?), acrónimo de «Gun Controller», a veces estilizado como GunCon y conocido en Europa como G-Con, es una familia de pistolas de luz diseñadas por Namco para consolas PlayStation. Las 2 primeras versiones del periférico para juegos utilizan tecnología tradicional para su uso en pantallas de tubo de rayos catódicos, mientras que la tercera versión tenía una tecnología basada en el seguimiento en pantallas led.

## Historia

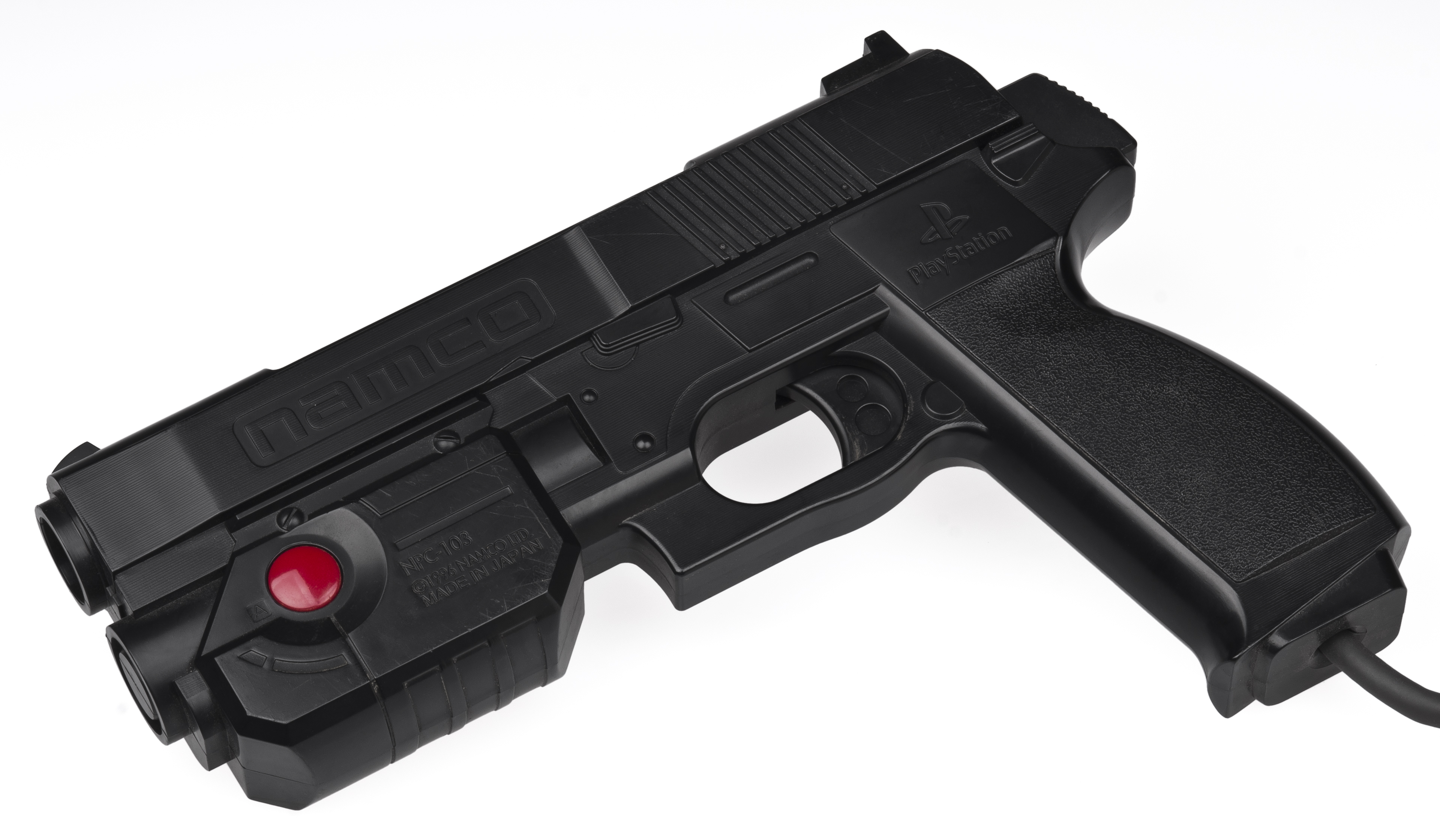
Un Guncon original (versión japonesa)

La primera versión del Guncon, el Guncon NPC-103 (G-Con 45 en Europa) (Sony ID: SLEH-00007), se incluyó con la versión para PlayStation de Time Crisis. Para que el arma resultara más económica, se eliminó la retroalimentación de fuerza (que se encuentra en las armas de arcade de Time Crisis) y se agregó un botón de disparo para bajar el jugador en lugar del controlador de pie que realiza esta función. La segunda versión, Guncon 2 NPC-106 (G-Con 2 en Europa), se vendió en un paquete con las versiones para PlayStation 2 de Time Crisis II y Time Crisis 3. La tercera versión, Guncon 3 NC-109 (G-Con 3 en Europa), vino incluido con Time Crisis 4 para PlayStation 3. En Japón, sin embargo, las tres versiones del Guncon también se vendieron por separado, así como en un paquete con un videojuego.
Antes del lanzamiento de Guncon, Konami Justifier fue la primera pistola de luz creada para PlayStation y solo fue compatible con algunos videojuegos. Aparte de las localizaciones norteamericanas de Elemental Gearbolt y Maximum Force, los videojuegos que soportaban Justifier no eran compatibles con Guncon (y viceversa).

## Versiones

### Guncon
La primera versión del Guncon utilizó el método de sincronización en el tubo de rayos catódicos para determinar en qué parte de la pantalla apuntaba el cañón de la pistola después de apretar el gatillo. Debajo del cañón hay dos botones laterales A y B, que realizan la misma función y te permiten realizar acciones adicionales en el juego, como esconder y recargar el arma en Time Crisis. El Guncon se vendió negro en Japón y gris (o naranja) en Europa y América del Norte. También es compatible con algunos títulos de Playstation 2, mientras que no es compatible con los de PlayStation 3 (no tiene los puertos de entrada adecuados). Muchos de los juegos compatibles con Guncon permiten invertir los controles de los botones A y B, lo que lo hace cómodo para jugadores diestros y zurdos.

### Guncon 2

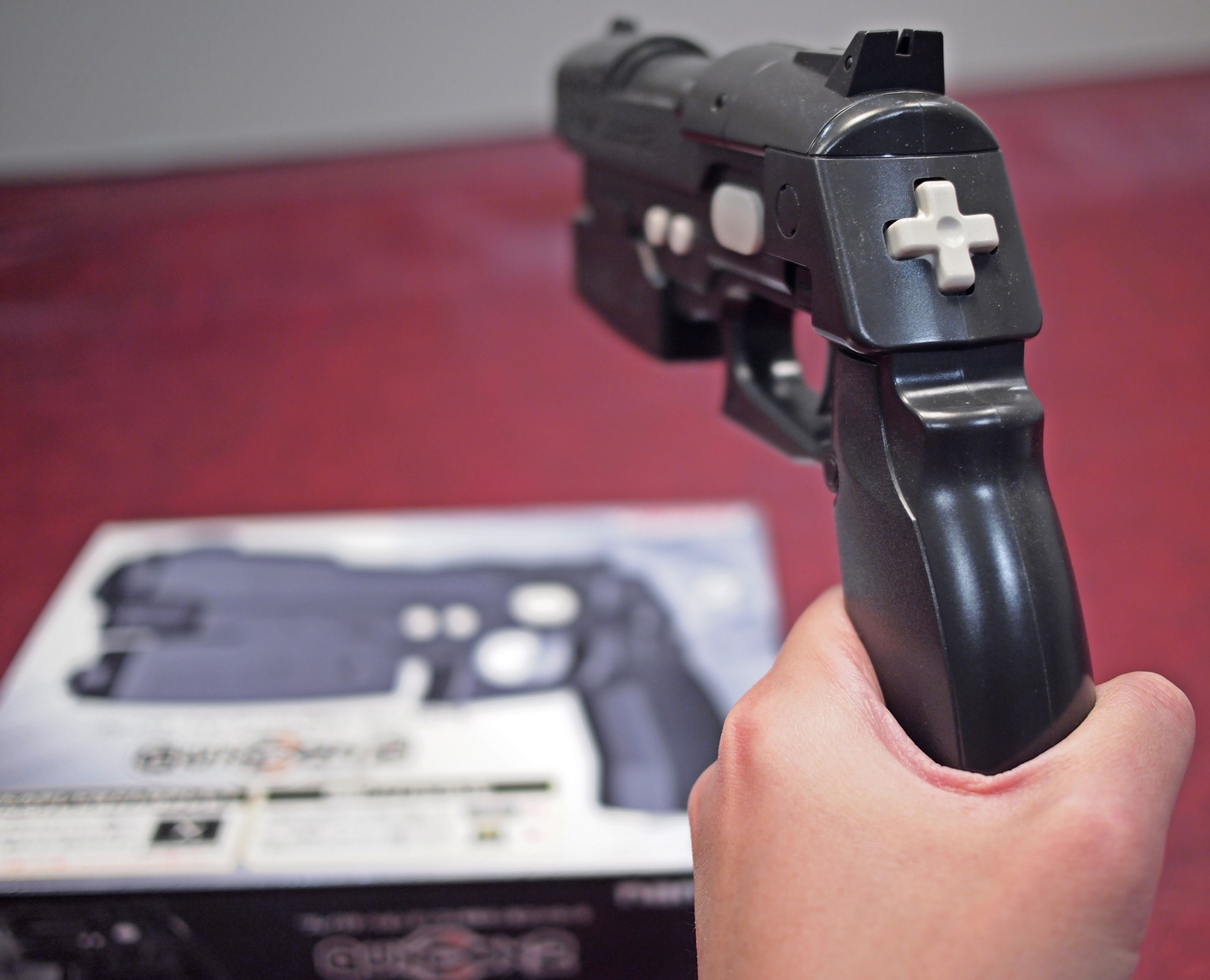
Un ejemplar de Guncon 2 (versión japonesa)

Guncon 2 (G-Con 2 en Europa) presenta un cuerpo más pequeño que su predecesor, además de tener una forma más redondeada. Los botones laterales A y B se han reposicionado sobre el gatillo. Además, se han agregado varios botones: dos botones más pequeños, a saber, SELECT y START, en el lado izquierdo de la pistola, una almohadilla direccional detrás del cañón y un botón C debajo de la empuñadura. La inserción de estos nuevos botones sirvió para tener características adicionales del juego, como mover al personaje en Dino Stalker o usar 2 pistolas simultáneamente en Time Crisis II. La pistola usa una conexión de puerto USB en lugar de la de los controladores (como sucedía en el modelo anterior) y además se conecta a la señal de video de la consola. El Guncon 2 se vendió en negro en Japón, azul en Europa y naranja en América del Norte. No es compatible con los títulos de PlayStation o PlayStation 3. Con juegos compatibles, sin embargo, también se puede utilizar en las primeras versiones de PlayStation 3 que tienen compatibilidad con versiones anteriores de PlayStation 2.

### Guncon 3

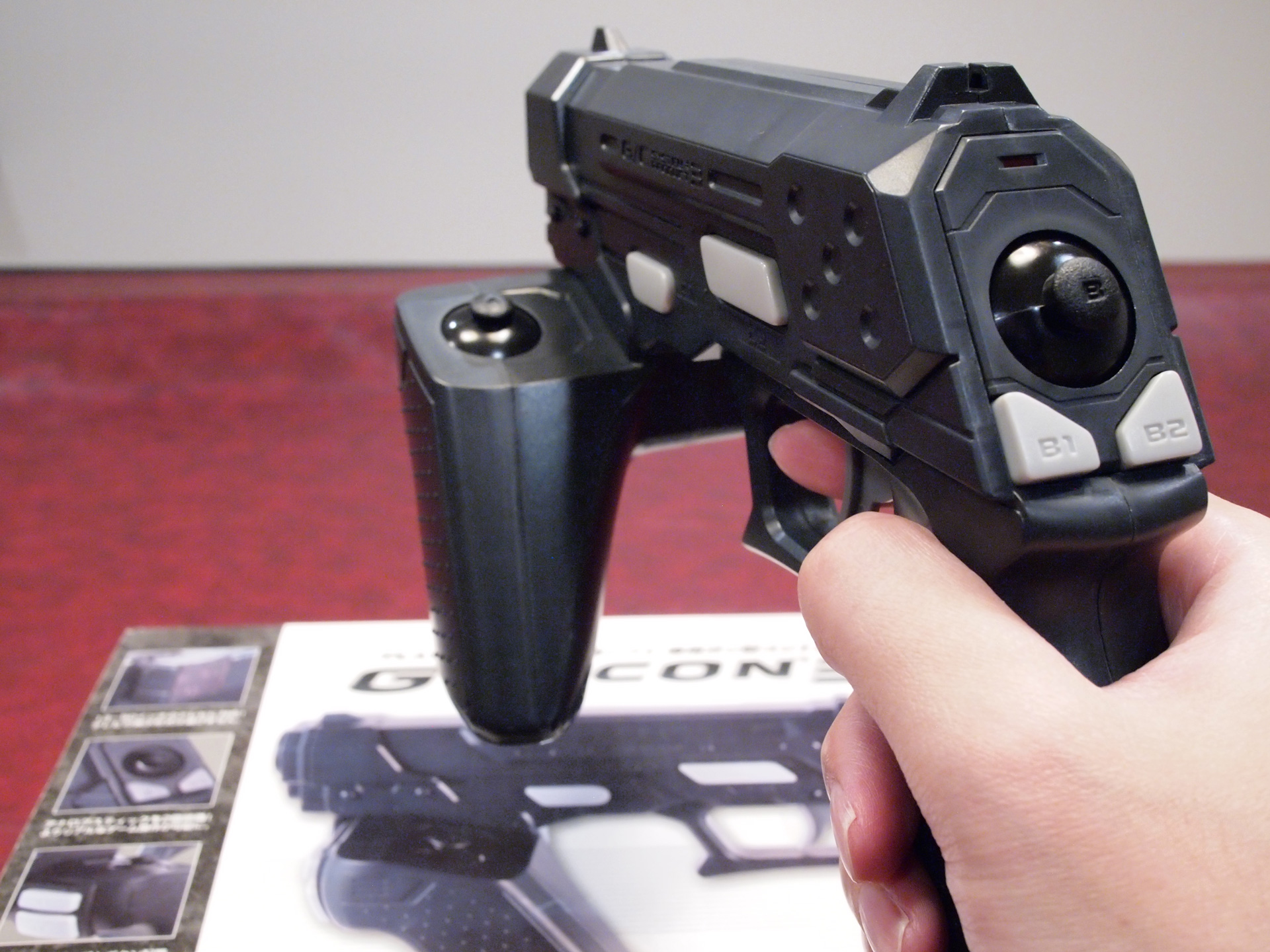
Un ejemplar de Guncon 3 (versión japonesa)

El Guncon 3 utiliza 2 led infrarrojos como marcadores, colocados a los lados de la pantalla. Un sensor de imagen rastrea la posición de los marcadores como puntos de referencia para determinar el objetivo del arma en la pantalla. A diferencia de los 2 modelos anteriores, que solo son compatibles con pantallas CRT, el Guncon 3 admite una amplia variedad de tipos de pantallas más modernas, incluidas pantallas LCD y de plasma.
El Guncon 3 también cuenta con un agarre adicional en el lado izquierdo, debajo del cañón, para usar con la mano izquierda. En él hay un joystick analógico y dos botones laterales, como en un mando moderno. También detrás del cañón de la pistola aparece una palanca analógica y dos botones, B1 y B2, debajo de la palanca. Otros 2 botones, C1 y C2, están colocados a lo largo del lado izquierdo del cañón. Los sticks analógicos permiten al jugador jugar a los shooters en primera persona con el objetivo manual del arma.
En cuanto al aspecto del color, las pistolas Guncon 3 vendidas en Japón son negras, mientras que debido a las leyes de armas de juguete en los Estados Unidos las que se venden para los mercados europeo y norteamericano son naranjas. El Guncon 3 ha sido criticado por ser un inconveniente para los jugadores zurdos.

## Lista de videojuegos compatibles con Guncon

### Videojuegos compatibles con Guncon

#### Videojuegos de PSOne
- Elemental Gearbolt
- Extreme Ghostbusters
- Die Hard Trilogy 2: Viva Las Vegas
- Galaxian 3
- Ghoul Panic
- Gunfighter: The Legend of Jesse James
- Judge Dredd
- Maximum Force[5]
- Mighty Hits Special
- Moorhuhn (serie)
- Point Blank (serie)
- Rescue Shot
- Resident Evil: Survivor (solo Japón y versión PAL)
- Time Crisis
- Time Crisis: Project Titan

#### Videojuegos de PS2
- Crisis Zone (solo en Europa)
- Gunfighter II: Revenge of Jesse James
- Endgame
- Death Crimson OX
- Time Crisis II
- Vampire Night
- Ninja Assault

### Videojuegos compatibles con Guncon 2
Algunos juegos de PS2 compatibles con GunCon 2 también son compatibles con el Guncon original, a menos que incluyan el uso de botones adicionales disponibles solo en Guncon 2.
- Crisis Zone
- Guncom 2 (en Europa; conocido como Death Crimson OX en Japón)
- Dino Stalker (en los Estados Unidos; conocido como Gun Survivor 3: Dino Crisis en Japón)
- Endgame (Estados Unidos/Europa)
- Gunfighter II: Revenge of Jesse James (Europa)
- Gunvari Collection + Time Crisis (Japón)
- Ninja Assault (Japón/Europa)
- Resident Evil: Dead Aim (en los Estados Unidos; conocido como Gun Survivor 4 Biohazard Heroes Never Die en Japón)
- Resident Evil: Survivor 2 Code: Veronica (Japón/Europa)
- Starsky & Hutch (solo modo cooperativo)
- Time Crisis II
- Time Crisis 3
- Vampire Night (Japón/Europa/Estados Unidos)
- Virtua Cop: Elite Edition

### Videojuegos compatibles con Guncon 3
- Time Crisis 4
- Time Crisis: Razing Storm (Estados Unidos / Europa; conocido como Big 3 Gun Shooting en Japón)
- Deadstorm Pirates

## iGunCon
iGunCon era una aplicación para iOS, lanzada el 21 de julio de 2011, que permitía a los jugadores usar un iPhone o iPod Touch como si fuera un GunCon en el videojuego Time Crisis 2nd Strike, un iOS exclusivo de la serie Time Crisis. iGunCon, junto con Time Crisis 2nd Strike, se eliminó de la App Store en marzo de 2015.